# Paramelisa lophura
Paramelisa lophura là một loài bướm đêm thuộc phân họ Arctiinae, họ Erebidae.